# Kabinett Michal
Das Kabinett Michal bildet seit dem 23. Juli 2024 die Regierung der Republik Estland. Es wurde nach dem Rücktritt der vorherigen Ministerpräsidentin Kaja Kallas und als Nachfolger von deren dritten Kabinett gebildet. Hintergrund war Kallas Wechsel auf den Posten der Außenbeauftragten bei der Europäischen Union. Es ist nach amtlicher Zählung die 54. Regierung der Republik Estland seit Ausrufung der staatlichen Unabhängigkeit 1918. 

## Regierungsbildung
Nachdem es sich abzeichnete, dass Kaja Kallas (Estnische Reformpartei) zur nächsten EU-Außenbeauftragten ernannt werden soll, reichte sie im Juli 2024 ihren Rücktritt als Ministerpräsidentin ein. Damit verbunden war der Rücktritt ihre gesamten Regierung (Kabinett K. Kallas III).
Mit der Bildung einer neuen Regierung wurde ihr Parteifreund, der bisherige Klimaminister, Kristen Michal betraut. Da er bereits im Vorfeld von Kallas Rücktritts Gespräche mit den bisherigen Partnern Eesti 200 und Sozialdemokraten begonnen hatte, gelang es zügig, eine neue Regierung zu bilden. Michals Regierung wurde am 22. Juli 2024 ernannt und einen Tag später vor dem Parlament vereidigt.
Am 11. März 2025 entließ Michal die Minister der SDE nach einem Konflikt über die Steuerpolitik aus der Regierung.

## Zusammensetzung
Das Kabinett setzte sich bis zur Entlassung der SDE aus der Regierung wie folgt zusammen: Die Reformpartei stellte sechs, die Sozialdemokraten vier und Eesti 200 drei Minister. Der Koalitionsregierung gehörten sieben Männer und sieben Frauen an.
Da die Regierungsbildung innerhalb der Wahlperiode stattfand, ohne das es dadurch zu Veränderungen bei der Sitzverteilung im Parlament kam, behielt die Regierung zunächst ihr stabile Mehrheit von 65 Sitzen. Seit dem Ausscheiden der SDE aus der Regierung verfügt die Regierung nur noch über eine knappe Mehrheit von 52 Sitzen.

## Kabinettsmitglieder
| Ressort                                                      | Bild                         | Name                                              | Partei                       | Partei                       |
| Büro des Ministerpräsidenten                                 | Büro des Ministerpräsidenten | Büro des Ministerpräsidenten                      | Büro des Ministerpräsidenten | Büro des Ministerpräsidenten |
| ------------------------------------------------------------ | ---------------------------- | ------------------------------------------------- | ---------------------------- | ---------------------------- |
| Ministerpräsident                                            | Kristen Michal               | Kristen Michal                                    |                              | RE                           |
| Finanzministerium                                            |                              |                                                   |                              |                              |
| Finanzen                                                     |                              | Jürgen Ligi                                       |                              | RE                           |
| Außenministerium                                             |                              |                                                   |                              |                              |
| Auswärtiges                                                  |                              | Margus Tsahkna                                    |                              | E200                         |
| Ministerium für Wirtschaft und Industrie                     |                              |                                                   |                              |                              |
| Wirtschaft und Industrie                                     |                              | Erkki Keldo                                       |                              | RE                           |
| Justizministerium                                            |                              |                                                   |                              |                              |
| Justiz und digitale Angelegenheiten                          |                              | Liisa-Ly Pakosta                                  |                              | E200                         |
| Verteidigungsministerium                                     |                              |                                                   |                              |                              |
| Verteidigung                                                 |                              | Hanno Pevkur                                      |                              | RE                           |
| Kulturministerium                                            |                              |                                                   |                              |                              |
| Kultur                                                       |                              | Heidy Purga                                       |                              | RE                           |
| Innenministerium                                             |                              |                                                   |                              |                              |
| Inneres                                                      |                              | Lauri Läänemets bis 11. März 2025                 |                              | SDE                          |
| Inneres                                                      |                              | Hanno Pevkur 11. bis 25. März 2025 kommissarisch  |                              | RE                           |
| Inneres                                                      |                              | Igor Taro seit 25. März 2025                      |                              | E200                         |
| Ministerium für Bildung und Wissenschaft                     |                              |                                                   |                              |                              |
| Bildung und Wissenschaft                                     |                              | Kristina Kallas                                   |                              | E200                         |
| Klimaministerium                                             |                              |                                                   |                              |                              |
| Klima                                                        |                              | Yoko Alender bis 25. März 2025                    |                              | RE                           |
| Umwelt und Energie                                           |                              | Andres Sutt seit 25. März 2025                    |                              | RE                           |
| Infrastruktur                                                |                              | Vladimir Svet bis 11. März 2025                   |                              | SDE                          |
| Infrastruktur                                                |                              | Jürgen Ligi 11. bis 25. März 2025 kommissarisch   |                              | RE                           |
| Infrastruktur                                                |                              | Kuldar Leis seit 25. März 2025                    |                              | parteilos                    |
| Ministerium für soziale Angelegenheiten                      |                              |                                                   |                              |                              |
| Gesundheit                                                   |                              | Riina Sikkut bis 11. März 2025                    |                              | SDE                          |
| Gesundheit                                                   |                              | Signe Riisalo 11. bis 25. März 2025 kommissarisch |                              | RE                           |
| Soziale Sicherheit                                           |                              | Signe Riisalo bis 25. März 2025                   |                              | RE                           |
| Soziale Angelegenheiten                                      |                              | Karmen Joller seit 25. März 2025                  |                              | RE                           |
| Ministerium für regionale Angelegenheiten und Landwirtschaft |                              |                                                   |                              |                              |
| Regionale Angelegenheiten und Landwirtschaft                 |                              | Piret Hartman bis 11. März 2025                   |                              | SDE                          |
| Regionale Angelegenheiten und Landwirtschaft                 |                              | Yoko Alender 11. bis 25. März 2025 kommissarisch  |                              | RE                           |
| Regionale Angelegenheiten und Landwirtschaft                 |                              | Hendrik Johannes Terras seit 25. März 2025        |                              | E200                         |